# 岩国飛行場

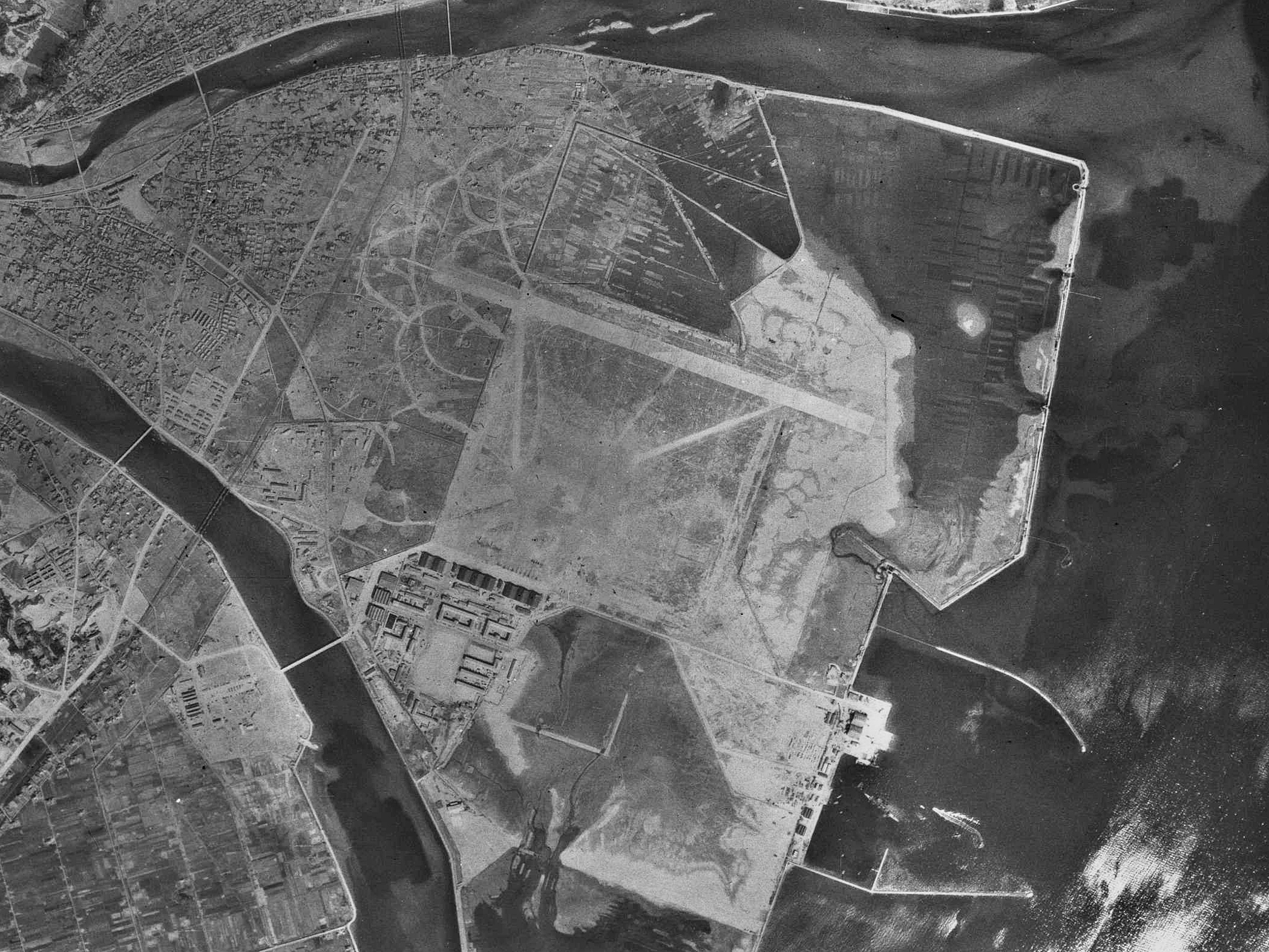
前身となる海軍岩国飛行場跡（1947年）
滑走路は現在と異なり、東西に敷設されていた。

移転前の滑走路（中央）と埋め立て工事中の沖合滑走路（右端）
。2008年撮影の7枚を合成作成。

岩国飛行場（いわくにひこうじょう、Marine Corps Air Station(MCAS) IWAKUNI/JMSDF Iwakuni Air Base）は、山口県岩国市に所在し、海上自衛隊とアメリカ海兵隊が共同使用する飛行場・基地。基地名は岩国航空基地（いわくにこうくうきち）で、通称・岩国基地（いわくにきち）。または、その一部を民間航空に用いる空港法上の共用空港。愛称は岩国錦帯橋空港（いわくにきんたいきょうくうこう、英: Iwakuni Kintaikyo Airport）。

## 歴史

### 旧海軍時代
- 1938年（昭和13年）4月 - 大日本帝国海軍飛行場として建設を開始。
- 1939年（昭和14年）12月 - 呉鎮守府所属練習隊が配置。
- 1940年（昭和15年）7月 - 岩国海軍航空隊が開設。以後主として教育隊、練習隊の基地として使用。
- 1943年（昭和18年）11月 - 海軍兵学校岩国分校が開設。
- 1945年（昭和20年） - イギリス軍やアメリカ軍を中心とした連合国軍機より空襲や機銃掃射を受け、基地の施設の多くが損害を受けた。最後の空襲は8月14日。

### イギリス連邦占領軍による占領
- 1945年（昭和20年）8月15日 - 終戦。その後アメリカ海兵隊により接収される。
- 1946年（昭和21年）2月 - 連合国の1国として中国地方および四国の占領に当たったイギリス連邦占領軍の空軍基地となり、イギリス連邦空軍司令官であるサー・セシル・バウチャー少将の指揮下にあるイギリス空軍やオーストラリア空軍、ニュージーランド空軍、インド空軍などのイギリス連邦占領軍 (BCOF)、およびアメリカ空軍が駐留した。
- 1948年（昭和23年） - オーストラリア空軍へ移管。
- 1948年（昭和23年）3月19日 - 英国海外航空 (BOAC)がショート サンダーランドで定期乗り入れを開始。
- 1948年（昭和23年）4月- オーストラリアのカンタス航空の定期乗り入れが開始。

### 朝鮮戦争以降
- 1950年（昭和25年）6月25日 - 朝鮮戦争勃発。本飛行場も国連軍の中枢をなすイギリス軍とアメリカ軍により使用される。
- 1951年（昭和26年） - GHQが国際飛行場に指定し民間航空も乗り入れる岩国空港として開港[1]。
- 1952年（昭和27年）4月28日 - サンフランシスコ講和条約の発行に伴いイギリス空軍による占領は解除されるが、そのままアメリカ空軍へ移管され米軍基地となる[2]。同年、日本航空が東京・福岡間の中継地として就航[2]。中華民国の民航空運公司の乗り入れ開始。
- 1954年（昭和29年）
  - 1月 - アメリカ海軍第6艦隊航空団(FLEET AIR WING 6)が移駐を開始。
  - 3月 - 極東航空が大阪 - 岩国線を就航[1]。
- 1954年（昭和29年）10月1日 - アメリカ海軍へ移管。

### 日米共用以降
- 1957年（昭和32年）3月 - 海上自衛隊とアメリカ海軍の共用基地となる。岩国教育航空派遣隊を新編。
- 1958年（昭和33年）
  - 2月1日 - 岩国教育航空派遣隊が岩国航空教育隊に改編。
  - 7月20日 - アメリカ側でアメリカ海兵隊へと移管。
  - 12月16日 - 岩国航空教育隊が岩国教育航空隊に改称。
- 1961年（昭和36年）9月1日 - 岩国航空教育隊が岩国教育航空群に改編。同日、広島空港（旧空港）の開港により岩国空港の民間定期路線が全て移転[3]。東亜航空が広島 - 岩国線の運航を開始[3]。
- 1963年（昭和38年）9月1日 - 岩国教育航空群が廃止、宇都宮教育航空群として宇都宮教育航空基地に移転。日本側で海上自衛隊から航空自衛隊に移管。
- 1964年（昭和39年）
  - 9月1日 - 唯一の民間定期路線として残っていた東亜航空の広島 - 岩国線が運休[3]。
  - 12月1日 - 航空自衛隊岩国基地設置[4]。第8飛行隊が 小松基地から移動、第82航空隊に編入。
- 1965年（昭和40年）8月 - 総務庁行政監察局が岩国航空保安事務所の改廃検討を勧告し、同事務所の廃止により民間航空機の受け入れ機能がなくなる[3]。
- 1967年（昭和42年）12月1日 - 第8飛行隊が小牧基地へ移動。日本側で航空自衛隊から海上自衛隊に移管。岩国航空派遣隊新編。
- 1968年（昭和43年）6月26日 - 第51航空隊岩国航空分遣隊を新編。
- 1970年（昭和45年）7月4日 - ベトナム戦争に参戦中のアメリカ軍基地内で、アフリカ系アメリカ人兵士や反戦兵士による暴動が発生し、営倉などが一時占拠される。
- 1970年（昭和45年）12月 - 極東放送 (FEN-TV)が設立（米軍放送送信所も参照）。
- 1971年（昭和46年）4月 - ダナンより第1海兵航空団が撤収。本飛行場に司令部を再設。
- 1973年（昭和48年）
  - 2月6日 - A-4スカイホーク（第12海兵飛行大隊第311攻撃飛行中隊所属）が着陸に失敗、横転して大破。乗員1人負傷[5]。
  - 3月1日 - 第31航空群が新編。
- 1976年（昭和51年）10月 - ベトナム戦争終結後の海兵隊再編に伴い、第1海兵航空団司令部が普天間飛行場近郊のキャンプ・バトラー（沖縄県中城村）に移駐[6]。
- 1983年（昭和58年）3月31日 - 岩国航空分遣隊が廃止。
- 1989年（平成元年）9月1日 - 第111航空隊が下総航空基地から移転。

### 滑走路移設事業・軍民共用化
- 1991年（平成3年）8月7日 - 山口県および関係市町が「山口県東部空港建設問題協議会」を発足[7]。
- 1992年（平成4年） - 日本国内の米軍基地で初めて民間の企画によるチャーター便（ハワイアン航空運航）が就航[8]。
- 1994年（平成6年）7月1日 - 岩国商工会議所ら民間財界が「山口県東部空港誘致協議会」を発足し、岩国基地への新空港誘致活動を開始[8]。
- 1996年（平成8年） - 山口県が新空港の詳細計画を検討する「山口県東部空港問題専門委員会」を発足[9]。
- 1997年（平成9年）6月1日 - 滑走路の移設事業に伴う起工式を実施。
- 1998年（平成10年）
  - 3月27日 - 山口県が検討する新空港の候補地について、岩国基地への併設案が最適と報告[10]。
  - 4月30日 - 国の地方空港新設抑制方針を受け、山口県が新空港建設を断念[11]。
- 2000年（平成12年）5月 - 岩国市、柳井市など関係市町2市14町1村が改めて「岩国基地民間空港早期再開期成同盟会」を結成[12]。
- 2003年（平成15年）2月 - 日米合同委員会の施設調整部会で岩国基地の軍民共用化に向けた具体的な協議の開始が決定[12]。
- 2004年（平成16年）5月 - 山口県と岩国市が「岩国基地民間空港再開事業推進協議会」を発足[12]。
- 2005年（平成17年）10月 - 日米合同委員会で「米軍の運用を妨げない」条件にて民間機就航に合意[13]。
- 2010年（平成22年）5月29日 - 新滑走路の運用を開始。
- 2012年（平成24年）12月13日 - 民間機による定期便が48年ぶりに再開される[14][15]。
- 2015年（平成27年）4月15日 - アメリカ海兵隊の空中給油機KC-130Jハーキュリーズが普天間基地から移駐。
- 2017年（平成29年）
  - 1月 - アメリカ海兵隊のF-35 B型機10機を配備。
  - 2月 - アメリカ海軍第5空母航空団の第125早期警戒飛行隊（VAW-125）が厚木航空基地から移駐開始[16]。
  - 8月 - アメリカ海兵隊のF-35 B型機6機を配備。
  - 11月 - アメリカ海軍第5空母航空団の第115戦闘攻撃飛行隊（VFA-115）、第195戦闘攻撃飛行隊（VFA-195）、第141電子攻撃飛行隊（VAQ-141）が厚木航空基地から移駐[17]。
  - 12月-第30艦隊後方支援飛行隊・第5分遣隊（VRC-30）が厚木航空基地から移駐。
- 2018年 (平成30年)
  - 2月15日 アメリカ海軍第5空母航空団の第102戦闘攻撃飛行隊（VFA-102）が厚木航空基地から移駐。
  - 3月30日 - アメリカ海軍第5空母航空団の第27戦闘攻撃飛行隊（VFA-27)が厚木航空基地から移駐完了[18]。

## 周辺対策
本飛行場に関係する周辺対策事業は他の自衛隊・在日米軍施設同様「防衛施設周辺の生活環境の整備等に関する法律」を根拠法とし（以下本節で同法と呼ぶ）、旧防衛施設庁の主導により下記が実施されてきた。
一般的に、周辺対策事業は下記のように区分され、その他にも名目をつけて予算措置がなされることがある。
- 障害防止工事の助成
- 住宅防音工事の助成
- 移転措置による土地の買い入れ
- 民生安定施設の助成
- 調整交付金の交付

基地周辺対策の実施対象自治体は広域自治体としては山口県、広島県、基礎自治体としては岩国市（旧由宇町含む）、玖珂郡和木町、柳井市（旧大畠町のみ）、大島郡周防大島町、大竹市など3市2町に及んでいる。本飛行場の場合対策の主眼は騒音対策であり、1種、2種、3種の全ての種別の区域設定がなされている。

### 障害防止工事
障害防止対策事業（同法3条に基づく）の内一般障害防止については、河川改修工事、排水施設工事などの助成があり、1999年（平成11年）時点までで70億9000万円の助成を実施している。

### 騒音防止工事
学校等の公共施設の騒音防止対策事業としては、航空機騒音の防止・軽減対策として1954年度（特損法時代）より学校法人、幼稚園、医療施設などに防音工事を実施し、1999年時点で172億3000万円となっている。

### 住宅防音工事
住宅防音工事については同法4条に基づいて指定した第一種区域（75WECPNL以上）に所在する住宅を対象として、1978年度に岩国市を告示し、航空機の性能と運用の変化を勘案しつつ1982年に由宇町、1992年に大竹市阿多田島が追加された。
住宅への防音工事は1975年（昭和50年）度以降1999年（平成11年）時点で約22000世帯に対して405億円が投じられている。

### 移転措置
同法第5条に基づく第二種区域（WECPNL90以上）からの移転補償については1968年（昭和43年）度から実施しており、1999年（平成11年）までの総計で建物16戸（約9億6000万円）、土地約5.9haとなっている。
第二種区域内の移転措置で購入した土地は「周辺財産」として防衛施設庁が管理していた。内、植栽を実施した面積は2.4haである。この他、周辺財産の一部を岩国市に使用を許可し、3.1haが広場、花壇敷地などに使われている。

### 民生安定施設の助成
民生安定施設の助成は同法8条に基づき、一般助成と防音助成に分かれる。
一般助成事業としては、市民会館、体育館、漁業用施設（船溜まり）、ゴミ処理施設などに助成し、1999年（平成11年）までに総計107億円となっている。
防音助成事業は公共施設に対して1999年（平成11年）までに33億円3000万円、道路改修等の事業には17億円が使われている。

### 特定防衛施設周辺整備調整交付金
更に、同法9条に基づき、特定防衛施設周辺整備調整交付金を特定防衛施設関連市町村に指定されている岩国市に対して交付している。1975年（昭和50年）度の開始から1999年（平成11年）までで約65億4000万円となっている。

### 漁業補償
基地に隣接する海面を米軍に提供し漁業制限を実施しており、沖合移設事業の前はその面積は2000haであった。これに対する漁業補償を、関係する36の漁業協同組合に毎年実施している。

## 滑走路の沖合移設

### 移設に至る経緯
旧滑走路での運用を行っていた時代には幾つかの問題があった。
- 延長線上に大規模な石油コンビナートがあり、飛行ルートは石油コンビナート等災害防止法により制約を受けていた。具体的にはコンビナートが同法による特別防災区域に指定されているため、離陸後に急旋回で距離をとるように運用しなければならなかった。
- 飛行場が岩国市商店街、住宅街に隣接しており、ジェット化に伴う騒音公害の影響を受けやすかった。

1968年（昭和43年）、九州大学電算センターファントム墜落事故が発生すると事故に対する地元の危機感は高まった。そして1971年（昭和46年）以降、岩国市は滑走路の沖合移設・埋立を求めるようになった。当飛行場の施設は日本の税金によって建設されているので（米軍負担は兵器本体と軍人給与のみ）、日本政府の負担で滑走路を移設することになった。
防衛施設庁は1973年（昭和48年）度より予備調査を開始し、種々の検討を加えた上で1982年（昭和57年）7月に防衛施設中央審議会は答申を出し、「岩国飛行場周辺における安全を確保し騒音の軽減を図るためには、飛行場の東側の海面を埋立て、滑走路を約一千メートル移設する方法が適当である」と結論した。
1983年（昭和58年）からは1985年（昭和60年）度にかけて環境影響評価に係る基礎調査が実施され、1986年（昭和61年）度から1988年（昭和63年）度にかけて移設のための工法試験（試験埋立）を実施し、その後の沈下状況を10年以上に渡って観測した。
その間、1989年（平成元年）には基本設計、1991年（平成3年）から1995年（平成7年）にかけて環境影響評価を実施した。また、1993年（平成5年）にはボーリングを実施している。
基本設計と環境影響評価では、1992年（平成4年）までに下記の2案を作成・調査を実施した
。
- A案：沖合1000mへ滑走路を平行移設。建設費見積2000億円
- B案：在来滑走路に交差する形で新滑走路を建設し東側一部埋立。建設費見積500億円。

こうした検討の結果、1992年（平成4年）8月、防衛施設庁はA案を採用し、かつて「巨額な工事費を要する非現実的な構想」とも言われた沖合移設を正式に決定した。

### 移設事業計画
移設計画の実現に立ちはだかったのは事業費と技術的条件であった。しかし、米軍駐留経費（思いやり予算）の提供施設整備費を充当することで費用面の目途がつき予算1600億円、工期8年（当初から10年として計画していたとする資料もある）の計画が立てられた。1997年6月1日には起工式を実施した。
計画概要
- 埋立区域面積:215ha（南地区:88ha、北地区:72ha、中央地区:55ha）
- 護岸延長:約7450m
- 岸壁:約360m、水深13m
- 防波堤:約1940m
- 埋立土量:2225万立方メートル[24]
- 滑走路:2440m×60m
- 付帯施設:誘導路、航空保安施設、管理施設、艦船係留施設等
- 第1種区域（WECPNL75以上[注釈 3]）:移設前約1600ha、移設後300ha（計画当初、後に500ha）

### 技術的検討
埋立海域は錦川の三角州に位置しており、沖積層が堆積しこれが正確な沈下量の予測を難しくしていた。特に、上部沖積砂層（As1層と呼称）以深に堆積する層厚20m程度の沖積粘土層（Ac層と呼称）が問題であり、埋立時の厚密沈下の対象層であった。具体的な課題点として防衛施設技術協会は下記を挙げている。
1. 大きな圧密沈下が予想される埋立地に、極めて高い平坦性を要求される滑走路を建設する。
2. このような地盤条件下でコンクリート舗装を行った事例が過去に無い。
3. 埋立地盤の不同残留沈下に対するコンクリート舗装の追従性が技術的に未知である。

このため、防衛施設庁は1993年（平成5年）、経済的で信頼性の高い設計を実施するため専門家からなる「岩国飛行場埋立造成・舗装研究委員会」を組織した。
試験埋立の結果、上記委員会の埋立造成部会は埋立地盤の沈下特性、沈下の制御方法、残留・不同沈下量の推定などを研究した。その結果は下記のような工事工程として反映された。
- 南地区:圧密放置期間4年
- 中央地区:圧密放置期間1年6ヶ月
- 北地区:圧密放置期間2年2ヶ月

試験埋立と各種調査の結果より必要土量と沈下量が予測された。異種の埋め立て工法を使用すると境界部分にて沈下量、沈下速度に違いが出る可能性があることから基本的にはサンド・ドレーン工法を使用し、護岸など一部でサンドコンパクションパイル工法による埋立が実施されることとなった。岸壁では当時一般化しつつあった浚渫軟泥土の再利用も実施されている。
舗装条件については上記委員会の舗装部会で検討された。米軍からは運用所要として、「舗装工事はコンクリート舗装を基本とし、併せて運用開始後は運用停止を伴うような大規模な補修工事を必要としないような構造とすること」という条件が提示されている。
これを具体化すると滑走路の機能に関する条件は次のようになった。
1. 縦断勾配の変化に対する規定は厳しい[注釈 7]。
2. 将来に渡って、滑走路の全面閉鎖を伴う補修は困難であり、選定される舗装種別はメンテナンスフリーであることが要求される。
3. 戦闘機が使用するために、FOD(Foreign Object Damage)のリスクがあり、舗装面の段差が特に問題となるため、破損による欠片の飛散、不同沈下による目地のずれがあってはならない。

コンクリート舗装の耐用年数として設定された20年間、上記の条件を満たすことが要求された。
これらの仕様から種々の舗装種別を比較し、CRC舗装（連続鉄筋コンクリート舗装、ダブル配筋）を採用した。不同沈下に対する追従が良く、弱点となる横目地が無いなどの利点が評価された。
なお、その他護岸・岸壁についても、軟弱地盤上の建設であり、水深の変化が大きく、地盤条件も一様ではないため、設計には慎重な検討が必要と委員会で結論された。
なお、本工事は思いやり予算での負担工事に当たるのは上述したが、具体的には更にその下の提供施設整備計画 (FIP)に当たる。アメリカ側のカウンターパートは陸軍工兵隊建設技術本部下の在日米陸軍建設技術本部であった。

### 工事着手後
水深や沈下速度の違いを考慮して工事は三工区（南→北→中央）の順に実施した。なお、土源には岩国市愛宕山地区での住宅地再開発事業で発生した残土が採用されている。
1990年代後半より顕在化した普天間基地移設問題において、2000年（平成12年）より設置された『普天間飛行場代替施設に関する協議会』で本飛行場の沖合移設が技術的な参考に提示されたことがある。
沈下の終息後舗装工事等を実施することでたことなどにより、工事は上述のように長期間で計画されたが、期間、事業費は増加していった。節目としては3回ある。
まず、2001年（平成13年）に公表された防衛施設庁による政策評価では
1. 阪神・淡路大震災で発生した液状化の教訓を取り入れ埋立土砂の液状化対策工事、地盤改良工事を追加
2. 岩国市の都市計画に従い返還した土地の代替施設を米軍が希望し遊水地5haの埋立を追加

が加わり、事業費は2000億円、完成は2007年（平成19年）度末に延長された。
その直後、2001年（平成13年）3月に発生した芸予地震により再度水深の深い埋立地における液状化対策が認識され、2002年（平成14年）8月30日、防衛施設庁は対策工事の追加で事業費が2400億円に増加すること、工期が3年程度延びることを発表した。
その後、更に次の要因で更に2年の時間を要した。
- 滑走路西側平行誘導路となる場所にある市のし尿処理場の土地を国への引き渡すのが遅れ、その間の調査で当該地にてサンドドレーンによる地盤改良が必要と判明した。
- 新管制塔の入札が不調でその間に構造計算書偽造問題から建築基準法が改正され、強度計算が新基準に適合するか確認作業が必要になった。
- 航空保安無線施設の設置場所に調整が必要となった
- 新滑走路北側誘導路建設で既存の火薬庫の移設が必要であったが、米軍の内部事情で手続きに時間を要し、1年9ヶ月工期が遅れた。

こうして、2010年（平成22年）5月29日には新滑走路の運用が開始され、旧滑走路は閉鎖された。最終的な総事業費は2500億円となっている。
一方で、防衛施設周辺の生活環境の整備等に関する法律による第1種区域は計画当初300haに減少する計画であったものが、艦載機移転に伴い500haとなった。このことを見越し、一部住民により完成前年の2009年に訴訟が提訴されている。
なお、岩国基地への空母艦載機部隊移転の関係で更なる沖合への滑走路新設が岩国商工会議所などにより構想されたことがある。この際の工法にはメガフロートが候補であり、事業費として4000〜5000億円程度を想定している旨報じられた。

### 空母艦載機部隊移転問題
2005年に立案された在日米軍再編の中で、厚木基地からの空母艦載機移転が計画されており、これを巡って2006年（平成18年）3月12日、旧岩国市に於いて住民投票が行われ、反対票が賛成票を大きく上回る結果となった。しかし、その後の国の強硬姿勢もあって岩国市内では様々な議論を呼んでいる。

### その他
愛宕山地域開発事業は当初の総事業費850億円、宅地供給数1500戸の計画で、1998年（平成10年）頃より着手した。しかし2002年（平成14年）に実施した需要予測では戸建て住宅の需要推計は当初計画の19%に過ぎなかった。当時の岩国市の年間歳入は400億円程度で、事業のため設立した公社の借入金残高は260億円に達し、県と分担して処理した場合、重い負担になることが懸念された。それを解消するために、米軍再編を利用して艦載機部隊の隊員・家族の住宅に充て、債務を国に肩代わりさせる構想もあるが、賛否に割れている。2006年に実施された予測では184億〜492億円の赤字発生が予想されている。2007年（平成19年）9月には、山口県の希望が通り、国は用地の75%の買取に応じた。米軍住宅の有力な候補地として検討しているが、米軍住宅への転用を前提としない名目であるという。
また、有力な漁場ともなっていた干潟を埋め立てたため、その代替として10年程度の期間で人工干潟を創生する計画が実施されている。ただし、着手当時はミティゲーションの概念が日本に入ってきて間もなく、建設業界でも日本の環境に即した干潟創生のための技術開発は模索の段階であった。そのこともあり、着工間もない頃から環境団体により維持費と効果に批判的な意見が寄せられている。
なお、2006年（平成18年）には、防衛施設庁談合事件に絡んで、中央地区の工事で大林組などが関係した談合があったのではないかと、しんぶん赤旗などに報じられた。

## 所在部隊

### アメリカ海軍
- 横須賀基地を母港としている航空母艦「ジョージ・ワシントン」艦載機の基地として第5空母航空団のうちF/A-18E/F、EA-18G、E-2Dなどの固定翼機を運用する飛行隊が横須賀入港時に駐留している。

常駐部隊
- 第5空母航空団（CVW-5）
  - 第27戦闘攻撃飛行隊（英語版）（VFA-27）"Royal Maces" - F/A-18E
  - 第102戦闘攻撃飛行隊（英語版）（VFA-102）"Diamondbacks" - F/A-18F
  - 第147戦闘攻撃飛行隊（英語版）(VFA-147)"Argonauts"- F-35C
  - 第195戦闘攻撃飛行隊（英語版）（VFA-195）"Dambusters" - F/A-18E
  - 第141電子攻撃飛行隊（英語版）（VAQ-141）"Shadowhawks" - EA-18G
  - 第125空中早期警戒飛行隊（英語版）（VAW-125）"TigerTails" - E-2D
  - 第30艦隊後方支援多任務飛行隊前方展開海軍戦力分遣隊（VRC-30 Det.FDNF）"Titans" - CMV-22B

### アメリカ海兵隊
- 佐世保基地を母港としている強襲揚陸艦「アメリカ」艦載機の基地として、MH-60Sなど一部のヘリなどが佐世保入港時に駐留している（「アメリカ」艦載機は、佐世保入港時は岩国基地と普天間基地に分散していると見られる）。
- 第1海兵航空団の第12海兵航空群（英語版）[注釈 12]が駐留し、F-35Bなどを運用している。後述する第121海兵戦闘攻撃飛行隊（英語版）および第242海兵戦闘攻撃飛行隊（英語版）以外の飛行隊は基本的に6か月のローテーション配備が行われているため、時期によって岩国基地に所在する飛行隊が変わる。
- その他、在日米軍や在韓米軍航空機が相互の部隊の移動やアメリカ本土への帰還の際に途中給油を行う中継点としてもよく使用される。
- 岩国進入管制区（岩国空域）[41]の航空管制を受け持つ。ちなみに、松山空港の進入・レーダー管制も岩国で行われている。

常駐部隊
- 第12海兵航空群（英語版）（MAG-12） - 第1海兵航空団（1st MAW）の直轄部隊。海兵隊岩国航空基地を管轄。
  - 第121海兵戦闘攻撃飛行隊（英語版）（VMFA-121）"Green Knights"- F-35Bを装備する飛行隊。2017年1月より岩国航空基地に配備されている。
  - 第242海兵戦闘攻撃飛行隊（英語版）（VMFA-242）"Bats"- F-35Bを装備する飛行隊。2008年3月よりローテーション配備の原則から離れて、恒久的に岩国航空基地に配備されている。2020年10月16日、F/A-18D戦闘攻撃機を使用する第242海兵全天候戦闘攻撃飛行隊（VMFA(AW)-242）から改編された[42]。
  - 第152海兵空中給油輸送飛行隊（英語版）（VMGR-152）"Sumos" - KC-130Jを装備する飛行隊。2014年7月15日付を以って沖縄県普天間基地より移駐した。
  - 第12海兵航空兵站中隊（英語版）[注釈 13]（MALS-12）"Marauders"
  - 第171海兵航空団支援中隊（英語版）（MWSS-171）"The Sentinels"

### 海上自衛隊
岩国航空基地
（航空集団）
- 第31航空群
  - 第31航空群司令部
  - 第71航空隊 - 救難飛行艇US-2を運用し日本近海や洋上での海難事故に対応する（厚木航空基地にも1機を分派し救難待機していたが、現在は休止中）。
  - 第81航空隊 - 電子戦データ収集機EP-3と画像データ収集機OP-3C、多用途機UP-3Dを運用。
  - 第31整備補給隊
  - 岩国航空基地隊
- 航空集団直轄
  - 第111航空隊 - 掃海・輸送ヘリコプターMCH-101を運用。1989年に下総航空基地から当基地へ移駐。
- （システム通信隊群呉システム通信隊）岩国システム通信分遣隊
- （横須賀地方隊 砕氷艦（南極観測船）「しらせ」）
  - しらせ飛行科 - 「しらせ」搭載輸送ヘリコプターCH-101を運用。「しらせ飛行科」は、第111航空隊の分遣隊ではなく独立した艦所属部隊で、効率的な航空機整備を考慮して岩国航空基地に置かれている[43]。

飛行場の東側の海面は水上飛行場となっており、海上自衛隊の救難飛行艇揚陸のための斜路（スベリ：滑り台）が設けられている。飛行艇の離着水訓練に用いられている。

## 航空管制
航空管制は米軍が担当し、岩国進入管制区は岩国錦帯橋空港と松山空港の出発・進入管制も行う。
管制の対象となる空域は「岩国空域」とも通称され、広島県、山口県、島根県、愛媛県の４県にまたがる。すなわちこの空域全体の通過に米軍の許可がいることを意味し、特に羽田空港などへの航路が空域にかぶりがちな大分空港を利用する民間飛行機の運行に支障をきたしていると指摘されている。
空域内には航空自衛隊の訓練空域である「エリアQ」と「エリア7」があり（一部空域外）、主に米軍に利用されている。

## 航空保安無線施設
| 局名 | 種類  | 周波数   | 識別信号 |
| ---- | ----- | -------- | -------- |
| 岩国 | TACAN | 996.0MHz | NEU      |

保守は、米軍が担当

## 岩国錦帯橋空港
米空軍基地となった1952年に岩国空港として民間航空機が就航。以後、定期便が就航し、1954年には国際線も運航されたが、1964年に定期便がなくなり、民間航空の利用が中断。2005年に日米両政府が民間航空の再開に合意し、2012年（平成24年）12月13日から民間機による定期便が就航した。日本国内で米軍基地に民間機の定期便が就航するのは三沢飛行場（アメリカ空軍三沢基地）に次いで2例目、山口県内では山口宇部空港に次いで民間機が就航する空港となった。
空港法上は岩国飛行場として共用空港に区分されており、共用空港としての面積は115.2ヘクタール、運用時間は7時30分から22時30分。航空管制は、米軍が担当する。かつて、IATA空港コードはIWJだったが、2012年の民間航空再開後はIWKを使用している。
愛称の岩国錦帯橋空港は、民間利用再開に伴い公募で決定されたもので、市内にある名勝・錦帯橋にちなんでいる。
2016年度の年間利用客数は45万1,547人(国内線45万1,195人、国際線352人)で、着陸回数は日本の空港で第64位、旅客数は第43位となっている。

### 歴史

#### 戦後の民間航空機乗り入れ
1948年（昭和23年）3月19日、イギリス連邦占領軍への物資補給を目的に、英国海外航空 (BOAC)のショート・サンドリンガム「プリマス型」飛行艇が、イギリス南海岸のプールと香港を結ぶ路線を延長し定期乗り入れを開始した。これはイギリスの航空会社による初の日本乗り入れであった。この背景には、1946年3月に、イギリス連邦占領軍のバウチャー少将が、英国海外航空機の東京国際空港沖への乗り入れを連合国軍最高司令部のダグラス・マッカーサー最高司令官に求めたが、拒否されたことがあった。
1951年（昭和26年）、GHQが国際飛行場に指定し岩国空港として開港。1952年（昭和27年）、サンフランシスコ講和条約の発行に伴い米空軍基地となり、日本航空が東京・福岡間の中継地として就航。1954年（昭和29年）3月には極東航空が大阪 - 岩国線を就航し、同路線は1956年（昭和31年）に利用率が85パーセントに達するなど利用者が増加した。
以後、国際便を含めた民間定期便が複数就航したが、1961年（昭和36年）9月に広島空港（旧空港）が開港すると同空港に定期路線が移転。東亜航空が新たに広島 - 岩国線の運航を開始したが陸上でも近距離である同区間の利用は伸びず、1964年（昭和39年）9月1日に同路線も運休した。
米軍の管轄下にある当空港では航空機使用事業や自家用等の小型機の発着もなく、広島空港の気象条件が悪い時に予備空港として使用されるなど、民間航空機の乗り入れは限られた場合のみとなった。1965年（昭和40年）8月、総務庁行政監察局は航空事情の変化により存在意義が乏しくなったとして岩国航空保安事務所の改廃検討を勧告、同事務所の廃止により当空港は民間航空機の受け入れ機能を失った。

#### 民間利用再開に向けた動き
先述の通り、旧広島空港の開港ならびに岩国空港からの路線移管・撤退を経て、岩国市を含む広島都市圏の民間航空路線は広島市内にある同空港へ集約されていた。しかし、1983年（昭和58年）に同地から約50km東側の豊田郡本郷町への新空港建設が決定し、1993年（平成5年）に新広島空港として供用を開始すると、東京線など主要空港とを結ぶ路線が同空港へ移転。旧空港跡に開港した広島西飛行場は一部のローカル線が主体であり、岩国地域は東へ約90kmの新広島空港から、西へ約110kmの山口宇部空港まで、東京への路線を持つ空港が存在しない民間航空の空白地帯となった。
こうした経緯を踏まえ、山口県は1991年（平成3年）8月7日に「山口県東部空港建設問題協議会」を発足、同協議会には山口県東部の関係市町が参加し、岩国、柳井、周南地域において空港建設に適した候補地の調査を開始した。また、岩国市では岩国商工会議所を中心とする民間財界による「山口県東部空港誘致協議会」が1994年（平成6年）7月1日に発足、新空港設置を岩国飛行場の民間利用再開により実現すべく、誘致活動を開始した。
また、民間利用再開に向けた機運情勢の一環として、岩国商工会議所は岩国・ハワイチャーターフライト実行委員会を組成し、1992年にホノルル国際空港とを結ぶチャーター便を運航した。当時も米軍基地関係者によるチャーター便は運航されていたが、民間の企画によるチャーター便が乗り入れたのは日本全国の米軍基地で初めてであった。チャーター便が実現した背景には地元商工関係者と米軍基地司令官の良好な関係があり、当初は地元から日本の所轄官庁に申し入れても「前例がない」と難色を示されていたところ、基地司令官へ相談して「地元の世話になっている」と快諾された経緯があった。
チャーター便計画は運輸省からも運行許可を得たが、期限が発行から2週間とされたため、具体的な旅行情報の公開前から市民へパスポート取得を呼びかける形となり、運航はハワイアン航空の協力を得て、182人が利用した。岩国基地で民間チャーター便の運航が認められたことは反響を呼び、日本全国の基地へ周辺住民からチャーター便運航の要望が寄せられる事態となった。これを受け岩国基地司令官は「1回限り」とするよう求めたが、その後も要望を重ねたことで、1996年・1999年・2007年にも日本航空によるチャーター便が運航された。

#### 山口県による新空港の検討と凍結
民間の動きと並行して、山口県は1991年（平成3年）から進めた調査の結果、新空港には2000メートル滑走路と100ヘクタール以上の用地が必要との結果を得た。これをもとに詳細な計画や候補地を検討するため、学識経験者や大手航空会社役員で構成する「山口県東部空港問題専門委員会」を1996年（平成8年）に発足した。
専門委員会による検討を経て1997年（平成9年）2月に中間報告が出され、空港の建設候補地は「岩国基地併設」、下松市・光市・熊毛町（後の周南市の一部）にまたがる「三井地区」、周東町（後の岩国市の一部）の「田尻山」の3案に絞り込まれた。このうち三井地区は山口宇部空港との競合やナベヅルの飛来など自然環境への影響が大きく、田尻山も同じく環境影響や周辺山地の除去が必要で、それぞれ810億円、770億円と膨大な建設費も見込まれた。
一方で岩国基地併設案は、山口宇部空港との競合が最も小さく広島都市圏の西部も利用圏に取り込める利点が大きく、同時に進められていた基地滑走路の沖合移設事業により騒音軽減が図られ、環境影響を抑えられること、良好な気象条件のもと高い就航率が期待できること、基地併設のため建設費は50億円程度と他案の10分の1以下で済むことから、3案の中で最も優位とされた。これらの検討結果を踏まえ、専門委員会は1998年（平成10年）3月27日の最終報告において、米軍の同意という手続き上の問題は残るものの、岩国基地併設案が最適との結論を出した。
国の空港整備計画を位置付ける「空港整備五箇年計画（空整）」は、専門委の最終報告直後の同年4月から新計画（第7次空整）が始まるタイミングであり、すでに5年間の計画が決定した後だったことから、山口県は2003年度（平成15年度）から始まる次期計画（第8次空整）に「岩国空港の整備」を盛り込む方針であった。しかし4月に公表された第7次空整で運輸省は「大都市圏の拠点空港を優先する」方針を盛り込み、前述の最終報告から1週間後の4月2日には運輸事務次官が「地方空港の新設を見合わせる」と表明した。
山口県知事の二井関成は国の方針を再確認するため、運輸次官発言から5日後の4月7日に運輸省を訪問したが、再度「地方空港新設の見込みは全くない」との方針が示された。これを受け二井は「国の動向を見極めて再度検討したい」と表明し、新空港の整備方針を決定した最終報告から1か月後の4月30日には計画凍結の考えを明らかにした。空港整備五箇年計画自体も第7次をもって終了し、2003年度（平成15年度）からは社会資本整備重点計画に統合された。

#### 民間空港再開の決定・開港
山口県による新空港設置の断念から2年後、2000年（平成12年）5月に岩国市、柳井市など関係市町2市14町1村で改めて「岩国基地民間空港早期再開期成同盟会」が結成された。さらに2003年（平成15年）2月、日米合同委員会の下部機関である施設調整部会において、岩国基地の軍民共用化に向けた具体的な協議を始めることが決定され、日米両政府による空港整備計画の検討が開始。2004年（平成16年）5月には山口県と岩国市で「岩国基地民間空港再開事業推進協議会」を発足し、地元側の検討協議も再開した。
2005年（平成17年）10月に日米合同委員会において、米軍の運用を妨げないとの条件付きで民間機就航に合意、滑走路の沖合移転後に軍民共用化を行い、1日最大4往復程度の民間機が運航されることが計画された。2007年5月には、防衛施設庁からターミナルビルなどの配置計画などを含むマスタープランが示されたが、地元岩国市では井原勝介市長を筆頭に、在日米軍再編の一環で進められていた厚木基地の空母艦載機部隊の移転に反対の立場を示す意見が多く、軍民共用化は在日米軍再編の地元対策と考える防衛省・防衛施設庁との意見があり、計画の実現に向けては紆余曲折が見られた。
その後、2008年（平成20年）に行われた岩国市長選挙で在日米軍再編に一定の理解を示す福田良彦が当選したことを受けて、当時の冬柴鐵三国土交通大臣や石破茂防衛大臣が民間空港再開（軍民共用化）の推進に前向きな姿勢を示し、2009年（平成21年）2月には政府が民間航空の再開を発表した。
2010年（平成22年）2月17日に全日本空輸 (ANA) の上席執行役員が山口県庁を訪れ、沖合移転滑走路を使用し、羽田便を2012年（平成24年）から1日4往復就航すると二井山口県知事と福田岩国市長に正式表明した。ANAでは、岩国市に工場を持つ帝人や日本製紙などへのビジネス需要や、空港近郊の錦帯橋や宮島など観光需要で、年間利用客を30-40万人と想定。2012年（平成24年）1月17日に発表した2012年度ANAグループ航空輸送事業計画において、「2012年下期から羽田 - 岩国線を1日4往復就航」と明記した。2012年（平成24年）6月8日に、羽田雄一郎国交相が、岩国錦帯橋空港について「2012年（平成24年）12月13日を開港目標日としたい」と表明して準備が進められ、2012年12月13日から軍民共同利用が始まった。
2015年4月14日に発生したアシアナ航空162便着陸失敗事故の際には、広島空港の計器着陸装置が破損し、悪天候時の発着ができなくなったため、アメリカ海兵隊は岩国発着便の便数増加を暫定的に認可し、ANAが同4月20日などに羽田 - 岩国間に2往復4便の臨時便を運航した。

### ターミナル
飛行場敷地の北西端に位置するターミナルエリアは、米軍が管理する区域とは完全に分離されており、旅客ターミナルビル、貨物ターミナルビル、駐車場、エプロンなどの施設で構成されている。米軍管理区域のノースサイドレクリエーションセンターの一角を取り壊し、隣接する民有地の一部を取り込むなどして整備された。駐機場などの整備は、国土交通省が2010年（平成22年）度からの3年間で実施し、事業費は約46億円。旅客ターミナルビル・貨物ターミナルビルなどの施設は、国土交通省大阪航空局が実施した公募型プロポーザルの結果、唯一応募した岩国市や県などが出資する第三セクターの岩国空港ビル株式会社が、約15億円かけて整備した。約1キロメートル東にある滑走路とは誘導路で結ばれ、その途中には航空機通行時にのみ開閉する電動ゲートが設置されている。電動ゲートから先は完全に米軍管理で、離着陸や救難業務を含めて日本側が関与することはできない。
旅客ターミナルビル
2012年10月に竣工した鉄骨造2階建で、延床面積は3,642.23平方メートル。設計を日建設計が、工事を清水建設と勝井建設の共同事業体が担当。設置・管理・運営は、第三セクターの岩国空港ビル株式会社が行う。搭乗カウンター・待合フロア（ゲートラウンジ）など主要施設はすべて1階に集約され、2階はボーディングブリッジへのコンコースと展望デッキのみが設けられるという比較的シンプルな構造になっている。ゲートラウンジは駐機エプロンのすぐそばに設けられており、搭乗待合中の真横に飛行機が駐機する構造となっている。

### 問題点
滑走路は米軍管理下にあり、滑走路上での事故については日本所有の航空機の人身事故であっても、米軍が消火活動、救命救急活動、事故調査活動を行う。2003年に滑走路で自衛隊機が横転炎上し4名の隊員が死亡する事故があったが、日本は事故に関する一切の活動に参加できず、滑走路に立ち入ることも出来なかった。

### 就航路線
- 全日本空輸 (ANA)[72]
  - 東京国際空港（羽田空港）[14][15](1日5便)
  - 那覇空港 （2016年3月27日-10月29日[73]の運行を経て、2017年より夏季ダイヤのみ運航[74]、2018年より通年運航、1日1便）

### アクセス
空港連絡バス・高速バス
- 交通局・岩国駅 - 岩国錦帯橋空港（いわくにバス）
  - PASPY対応（2016年9月27日）
  - その他交通系ICカードはJR東日本のSuica、JR西日本のICOCAなどが利用可能
  - 運賃改訂　150円→200円（2016年12月1日）

- 広島バスセンター - 錦帯橋 - 岩国錦帯橋空港・岩国駅・交通局（「錦帯ブルーライナー」・いわくにバス）
  - 広島発着は11往復のうち2往復が空港経由。
  - 2013年3月30日までは徳山駅・熊毛インター・玖珂インター - 岩国錦帯橋空港の系統も2往復運行されていた（後述の乗合タクシーに変更）。
  - 2013年5月31日までは田布施・平生営業所・柳井港・大畠駅 - 岩国錦帯橋空港が運行されていた。（路線廃止）

空港乗合タクシー
2018年に廃止。
- 周南市内・下松市内・光市内 - 岩国錦帯橋空港（周南近鉄タクシー、2013年3月31日 - 2018年10月31日）

道路
- 山口県道110号岩国錦帯橋空港線
民間利用開始に併せて市道から昇格。
国道189号は米軍基地エリアへのアクセス道路であり、民間空港エリアへのアクセスとしては案内されない。軍民共用化後、民間航空利用者が誤って米軍基地側に行くケースが発生し、海兵隊が注意を呼び掛けている。

## 基地一般公開

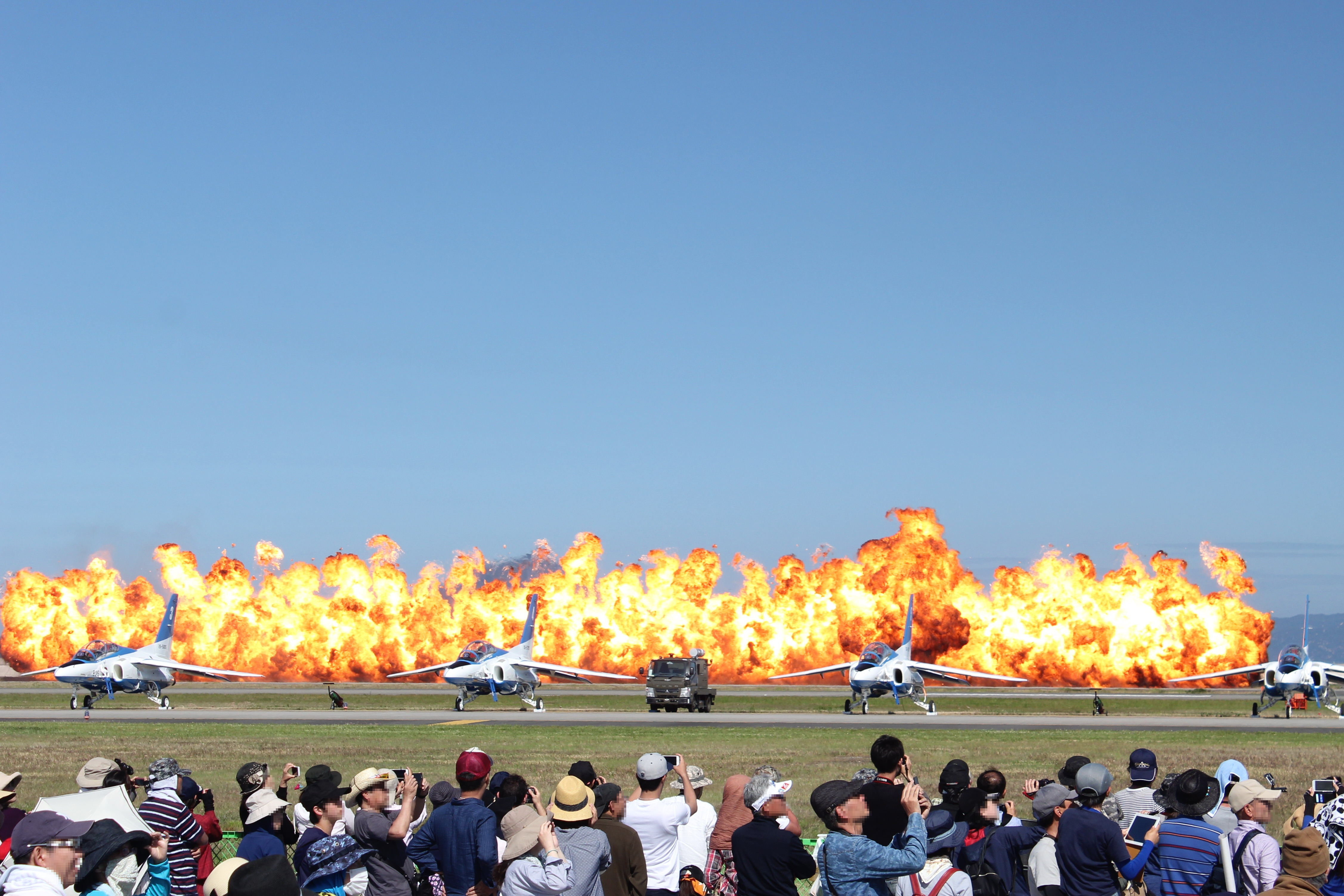
近接航空支援展示での模擬爆弾（2017年）

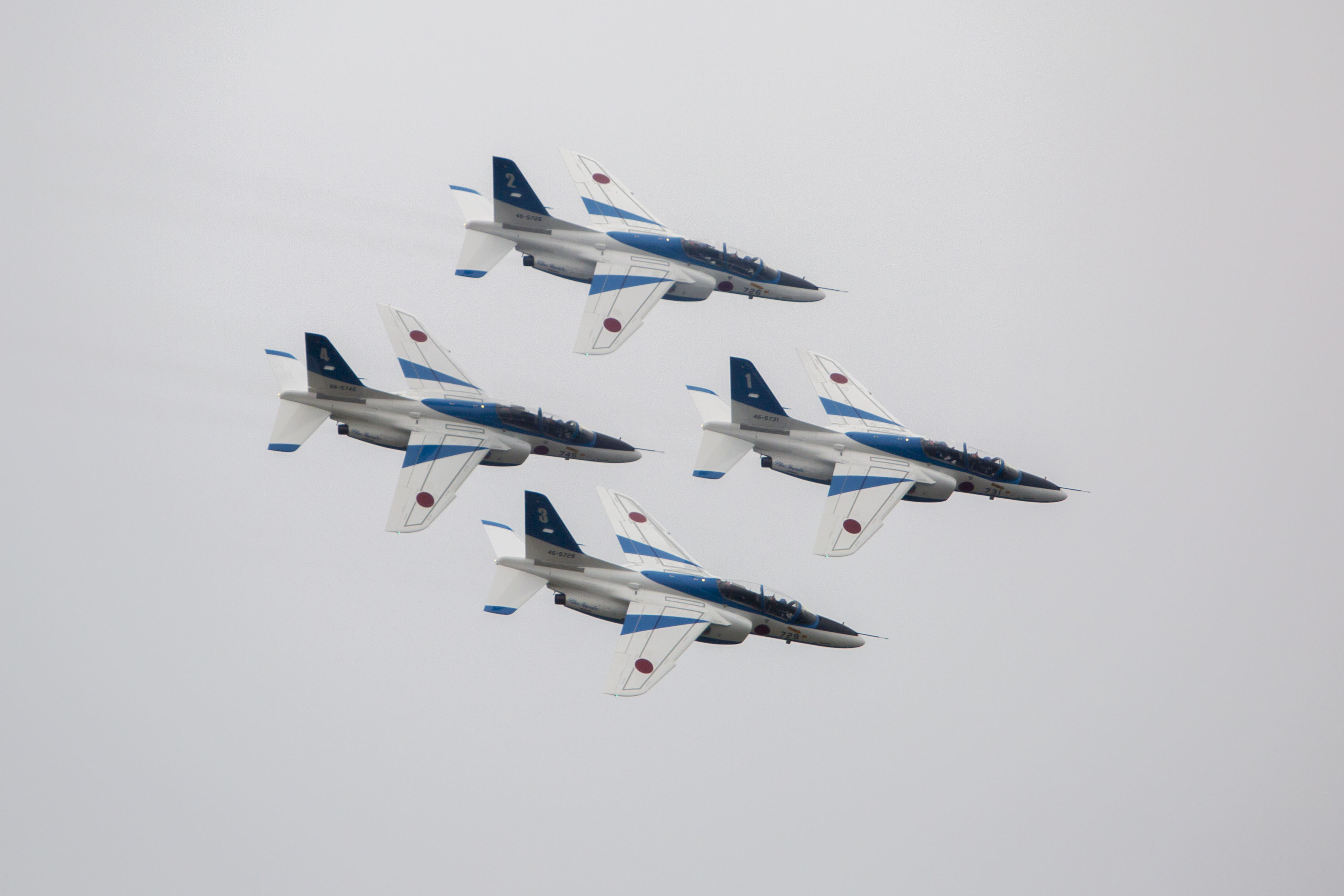
ブルーインパルスによる展示飛行（2015年）

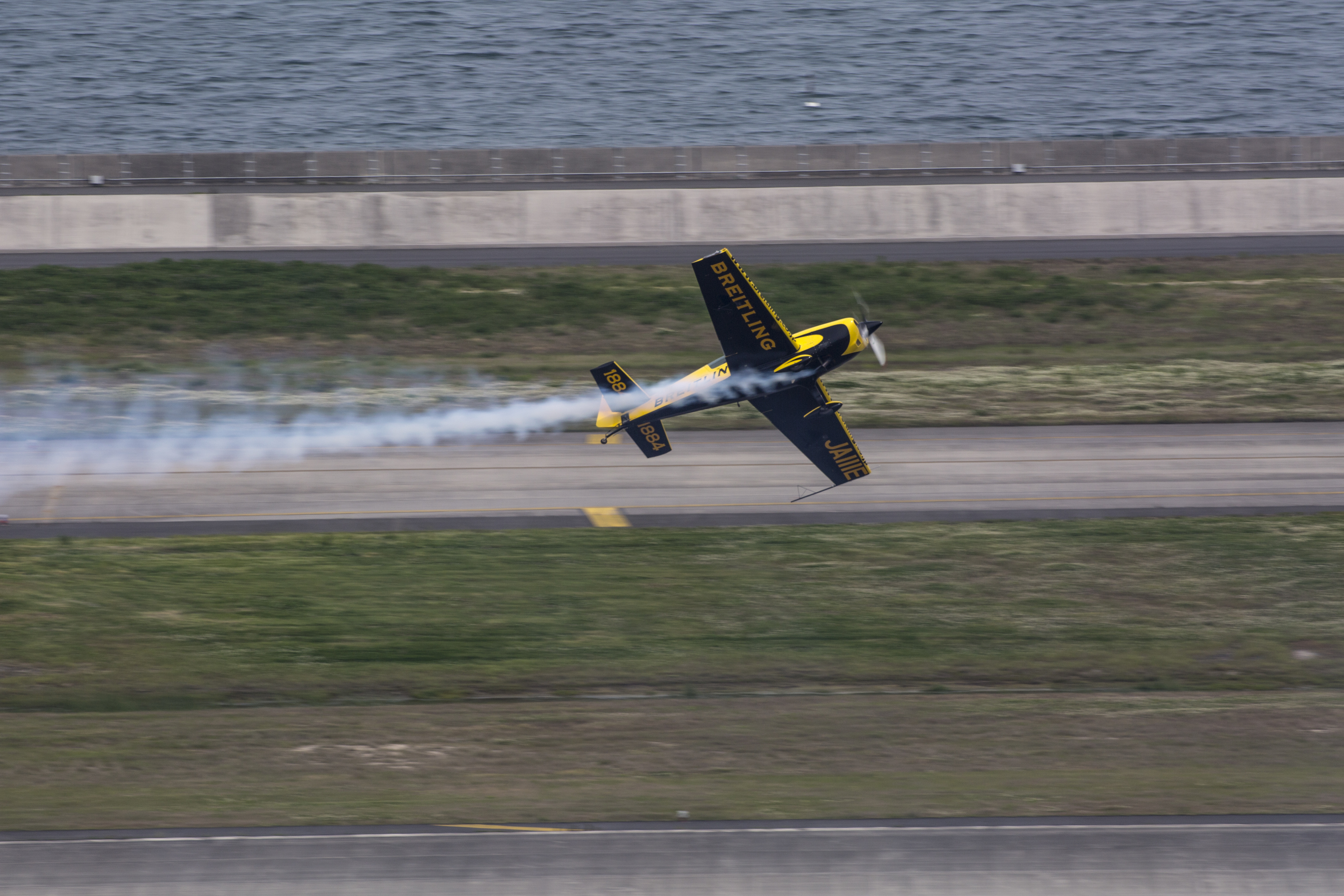
室屋義秀による曲技飛行（2016年）

### アメリカ
毎年5月5日にはアメリカ海兵隊の主催する航空祭「フレンドシップデー」が催され、海兵隊地区が一般市民へ開放されている。多数の航空機が地上展示されるほか米軍機やブルーインパルス、招待された民間機の展示飛行が実施された。動員観客数は催しの内容や連休の並びに影響されるため年によって変化が大きいが、概ね14万〜24万人であった。2012年の「フレンドシップデー」は過去最高の観客動員であったが、その後基地司令官が「フレンドシップデー」の効果に疑問を持っていることと、民間空港として開港することより、次年度以降については中止ないし地上展示のみとする方針が明らかにされていた。2013年は米国政府の財政難のあおりを受け「フレンドシップデー」は中止。2014年は例年通り5月5日に開催されたが航空機による展示飛行は一切なく、米海兵隊機、海軍機、自衛隊機の地上展示のみに留まった。2015年からは例年通りの規模で開催されている。2020年〜2022年は新型コロナウイルスの感染拡大防止のため中止、2023年は5月19日より広島サミットが開催される関係から4月15日に前倒しとなった。

### 日本

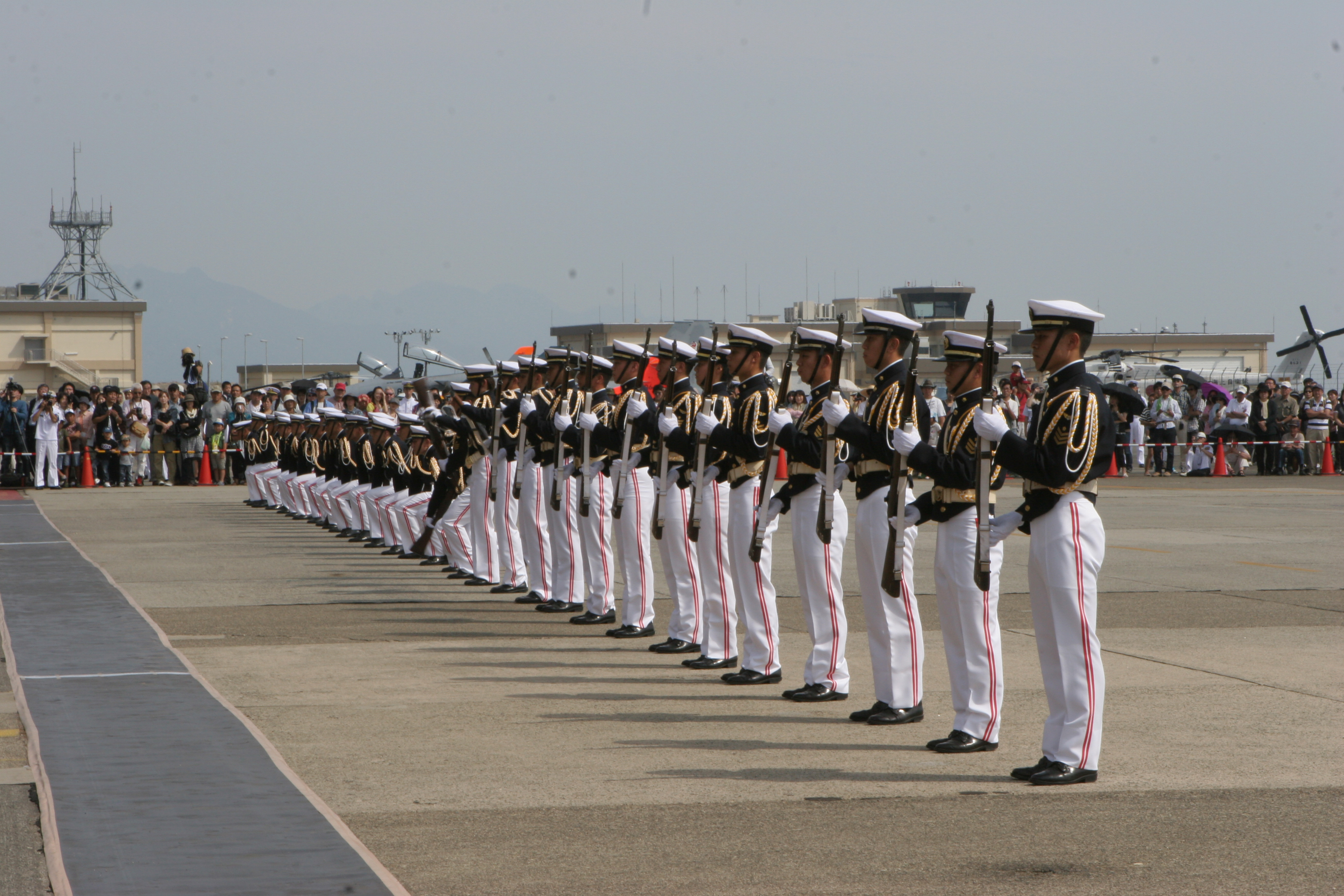
航空学生によるファンシードリル（2010年）

2014年まで、毎年9月の第2もしくは第3土曜日に海上自衛隊地区が一般開放されて海上自衛隊第31航空群の記念行事が行われた。記念式典、海上自衛隊の航空学生によるファンシードリル、航空機体験搭乗、機材（航空機）の地上展示などが行われる。当日は岩国駅前〜基地内間の臨時バス（有料）が運行される。

### 飛行艇博物館構想
なお、上述の空港ターミナル計画の中に従来海上自衛隊基地内に設置していた基地資料館を移設し、飛行艇資料館を建設して大和ミュージアム、てつのくじら館等と共に中国地方の観光スポットとする構想がある。現状の基地資料館は米軍基地の敷地を横切って移動する必要があるため、自衛官の付き添いが必要で不便さが残っていたが、移設によりその問題も解消すると言う。映画『零戦燃ゆ』の為に復元された零式艦上戦闘機が、映画の撮影終了後にこの地で保存・公開されている。

### 基地内施設
イベントや展示施設とは異なるが、基地内には他の幾つかの米軍基地同様にアメリカの大学の分校（セントラルテキサス大学、メリーランド大学）が開校しており、日本人も就学している。
入学の受付は岩国市が担当している。授業は全て英語で、2000年代に入ってからは日本人の入学者数は減少しているという。メリットは、留学に比較して米国内で米国人が払う額と同じ額で授業が受けられることや、渡米した場合の渡航費や現地での生活費の負担が無いことである。